# Вольная борьба на летних Олимпийских играх 1960 — до 67 кг
Соревнования по вольной борьбе в рамках Олимпийских игр 1960 года в лёгком весе (до 67 килограммов) прошли в Риме с 1 по 6 сентября 1960 года в «Базилике Максенция».
Турнир проводился по системе с начислением штрафных баллов, но в сравнении с прошлыми играми, сменилась система их начисления и был введён такой результат, как ничья. За чистую победу штрафные баллы не начислялись, за победу по очкам борец получал один штрафной балл, за ничью два штрафных балла, за поражение по очкам три штрафных балла, за чистое поражение — четыре штрафных балла. Борец, набравший шесть штрафных баллов, из турнира выбывал. Трое оставшихся борцов выходили в финал, где проводили встречи между собой. Встречи между финалистами, состоявшиеся в предварительных схватках, шли в зачёт. Схватка по регламенту турнира продолжалась 12 минут. Если в течение первых шести минут не было зафиксировано туше, то судьи могли определить борца, имеющего преимущество. Если преимущество никому не отдавалось, то назначалось четыре минуты борьбы в партере, при этом каждый из борцов находился внизу по две минуты (очередность определялась жребием). Если кому-то из борцов было отдано преимущество, то он имел право выбора следующих шести минут борьбы: либо в партере сверху, либо в стойке. Если по истечении четырёх минут не фиксировалась чистая победа, то оставшиеся две минуты борцы боролись в стойке.
В лёгком весе боролись 24 участника. Самым молодым участником был 19-летний Ник Стамулус, самым возрастным 35-летний Амир Хан Халундер. Предполагалось, что медаль разыграют между собой Владимир Синявский и Енё Вылчев, чемпион и вице-чемпион мира 1959 года. После пятого круга осталось пять борцов, которые могли бы претендовать на награды: американец Шелби Уилсон с четырьмя штрафными баллами и четыре борца, включая Вылчева и Синявского, имеющие по пять штрафных баллов. При этом Синявский пропускал встречу, то есть попадал в финал при любом исходе встреч шестого круга; более того, при определённых раскладах он мог остаться единственным не выбывшим участником и получить золотую медаль. Однако Уилсон победил своего соперника по очкам, и также вышел в финал; Вылчев тоже победил своего соперника, но вместе с ним выбыл с бронзовой медалью. В финале оказались два борца, Уилсон и Синявский, но американский борец уже победил советского в четвёртом круге, поэтому нужды в проведении встречи не было. 

## Призовые места
- Шелби Уилсон (USA)
- Владимир Синявский (URS)
- Енё Вылчев (BUL)

## Первый круг
| Штрафных баллов | Участник 1               | Результат   | Участник 2               | Штрафных баллов |
| --------------- | ------------------------ | ----------- | ------------------------ | --------------- |
| 1               | Тони Рис мл. (RSA)       | По очкам    | Марио Товар (MEX)        | 3               |
| 1               | Пон Уг Вон (KOR)         | По очкам    | Рафаэль Дюран (VEN)      | 3               |
| 1               | Рэй Логхид (CAN)         | По очкам    | Роже Бель (FRA)          | 3               |
| 1               | Назем Амин (LIB)         | По очкам    | Кенни Стивенсон (GBR)    | 3               |
| 0               | Мустафа Таджики (IRI)    | Туше (8:07) | Мухаммад Ашраф-Дин (PAK) | 4               |
| 0               | Хайрулла Шахикайя (TUR)  | Туше (8:21) | Ник Стамулус (AUS)       | 4               |
| 0               | Гарибальдо Ниццола (ITA) | Туше (1:31) | Амир Хан Халундер (AFG)  | 4               |
| 1               | Енё Вылчев (BUL)         | По очкам    | Хорст Бергманн (EUA)     | 3               |
| 1               | Владимир Синявский (URS) | По очкам    | Ян Кучинский (POL)       | 3               |
| 1               | Кацуо Абэ (JPN)          | По очкам    | Дьюла Тот (HUN)          | 3               |
| 1               | Шелби Уилсон (USA)       | По очкам    | Паркаш Гиан (IND)        | 3               |
| 1               | Мартти Пелтониеми (FIN)  | По очкам    | Хосе Яньес (CUB)         | 3               |

## Второй круг
| Штрафных баллов | Участник 1               | Результат   | Участник 2              | Штрафных баллов |
| --------------- | ------------------------ | ----------- | ----------------------- | --------------- |
| 3               | Марио Товар (MEX)        | Туше (8:20) | Рафаэль Дюран (VEN)     | 6               |
| 2               | Пон Уг Вон (KOR)         | По очкам    | Тони Рис мл. (RSA)      | 4               |
| 2               | Рэй Логхид (CAN)         | По очкам    | Кенни Стивенсон (GBR)   | 6               |
| 3               | Роже Бель (FRA)          | Туше (0:54) | Назем Амин (LIB)        | 5               |
| 5               | Мухаммад Ашраф-Дин (PAK) | По очкам    | Ник Стамулус (AUS)      | 7               |
| 1               | Мустафа Таджики (IRI)    | По очкам    | Хайрулла Шахикайя (TUR) | 3               |
| 1               | Енё Вылчев (BUL)         | Туше (1:15) | Амир Хан Халундер (AFG) | 8               |
| 1               | Гарибальдо Ниццола (ITA) | По очкам    | Хорст Бергманн (EUA)    | 6               |
| 1               | Владимир Синявский (URS) | Туше (8:38) | Дьюла Тот (HUN)         | 7               |
| 1               | Кацуо Абэ (JPN)          | Туше (6:26) | Ян Кучинский (POL)      | 7               |
| 2               | Шелби Уилсон (USA)       | По очкам    | Мартти Пелтониеми (FIN) | 4               |
| 4               | Паркаш Гиан (IND)        | По очкам    | Хосе Яньес (CUB)        | 6               |

## Третий круг
| Штрафных баллов | Участник 1               | Результат   | Участник 2               | Штрафных баллов |
| --------------- | ------------------------ | ----------- | ------------------------ | --------------- |
| 3               | Пон Уг Вон (KOR)         | По очкам    | Марио Товар (MEX)        | 6               |
| 5               | Тони Рис мл. (RSA)       | По очкам    | Рэй Логхид (CAN)         | 5               |
| 6               | Мухаммад Ашраф-Дин (PAK) | По очкам    | Роже Бель (FRA)          | 6               |
| 1               | Мустафа Таджики (IRI)    | Туше (2:29) | Назем Амин (LIB)         | 9               |
| 5               | Хайрулла Шахикайя (TUR)  | Ничья       | Гарибальдо Ниццола (ITA) | 3               |
| 2               | Владимир Синявский (URS) | По очкам    | Енё Вылчев (BUL)         | 4               |
| 3               | Шелби Уилсон (USA)       | По очкам    | Кацуо Абэ (JPN)          | 4               |
| 5               | Мартти Пелтониеми (FIN)  | По очкам    | Паркаш Гиан (IND)        | 7               |

## Четвёртый круг
| Штрафных баллов | Участник 1               | Результат   | Участник 2               | Штрафных баллов |
| --------------- | ------------------------ | ----------- | ------------------------ | --------------- |
| 1               | Мустафа Таджики (IRI)    | Туше (1:01) | Тони Рис мл. (RSA)       | 9               |
| 4               | Пон Уг Вон (KOR)         | По очкам    | Рэй Логхид (CAN)         | 8               |
| 5               | Енё Вылчев (BUL)         | По очкам    | Хайрулла Шахикайя (TUR)  | 8               |
| 3               | Гарибальдо Ниццола (ITA) | Туше (3:06) | Кацуо Абэ (JPN)          | 8               |
| 4               | Шелби Уилсон (USA)       | По очкам    | Владимир Синявский (URS) | 5               |
| 5               | Мартти Пелтониеми (FIN)  | Пропускал   |                          |                 |

## Пятый круг
| Штрафных баллов | Участник 1               | Результат    | Участник 2               | Штрафных баллов |
| --------------- | ------------------------ | ------------ | ------------------------ | --------------- |
| 5               | Пон Уг Вон (KOR)         | По очкам     | Мартти Пелтониеми (FIN)  | 8               |
| 5               | Енё Вылчев (BUL)         | Туше (11:06) | Мустафа Таджики (IRI)    | 5               |
| 5               | Владимир Синявский (URS) | Туше (7:07)  | Гарибальдо Ниццола (ITA) | 7               |
| 4               | Шелби Уилсон (USA)       | Пропускал    |                          |                 |

## Шестой круг
| Штрафных баллов | Участник 1               | Результат | Участник 2            | Штрафных баллов |
| --------------- | ------------------------ | --------- | --------------------- | --------------- |
| 5               | Шелби Уилсон (USA)       | По очкам  | Мустафа Таджики (IRI) | 8               |
| 6               | Енё Вылчев (BUL)         | По очкам  | Пон Уг Вон (KOR)      | 8               |
| 5               | Владимир Синявский (URS) | Пропускал |                       |                 |